# Tobias Wächter
Tobias Wächter (né le 3 août 1988 à Düsseldorf) est un coureur cycliste allemand, spécialisé dans les épreuves de sprint sur piste. Il a remporté le championnat d'Europe de keirin et de vitesse par équipes en 2012.

## Palmarès

### Championnats du monde
- Minsk 2013
  - 10e du keirin
- Cali 2014
  - 13e du keirin[1] (éliminé au repêchage du 1er tour)

### Coupe du monde
- 2013-2014
  - 2e du keirin à Aguascalientes
- 2016-2017
  - 3e de la vitesse par équipes à Apeldoorn

### Championnats d'Europe
| Juniors et espoirs - Saint-Pétersbourg 2010 - Champion d'Europe de vitesse individuelle espoirs - Champion d'Europe de vitesse par équipes espoirs (avec Joachim Eilers et Philipp Thiele) | Élites - Panevėžys 2012 - Champion d'Europe de vitesse par équipes (avec Joachim Eilers et Max Niederlag) - Champion d'Europe de keirin - Baie-Mahault 2014 - Champion d'Europe de vitesse par équipes (avec Robert Förstemann et Joachim Eilers) |

### Championnats nationaux
- 2004
  -  Champion d'Allemagne de vitesse cadets
- 2005
  -  Champion d'Allemagne de vitesse par équipes juniors (avec David Wilken et Daniel Rackwitz)
- 2010
  -  Champion d'Allemagne de vitesse individuelle
  -  Champion d'Allemagne de vitesse par équipes (avec Marc Schröder et Stefan Nimke)
  -  Champion d'Allemagne de keirin
- 2015
  -  Champion d'Allemagne de vitesse par équipes (avec Robert Förstemann, Eric Engler et Robert Kanter)